# Tributeband
Een tributeband is een band opgericht om de muziek te spelen van een andere, bekendere band die vaak al een tijd gestopt is of die minder toert.
Een tributeband verschilt van een coverband door er steeds naar te streven om de band die gecoverd wordt tot in de perfectie na te spelen, inclusief showaspecten. De bands kiezen vaak een naam gerelateerd aan de band die gecoverd wordt, vaak gaat het om een album- of songtitel of een verbuiging van de originele naam. Hoewel ze vaak opgezet zijn als een hommage, vergaren deze bands ook een zekere fanschare. Deze bestaat deels uit fans van de originele band, met name als deze band al een tijdje is gestopt. Deze krijgen dan middels tributebands toch nog de gelegenheid om de muziek van deze band live te horen. Naast tributebands verschijnen er ook regelmatig tribute-cd's waarop vaak bekende artiesten een tribute (hommage) aan een band of persoon brengen. Een voorbeeld hiervan is de cd Humanary Stew: A Tribute to Alice Cooper, bestaande uit covers van Alice Cooper gespeeld door leden van Def Leppard, Iron Maiden, Megadeth, Twisted Sister en nog vele anderen.

## Geschiedenis
De eerste tributebands waren voornamelijk Beatles-tributebands, hoewel ook de vele Elvis-imitatoren mee aan de basis van het fenomeen staan.
Velen volgden het voorbeeld van deze eerste tributebands en al gauw ontstonden er hommages in uiteenlopende genres: van Black Sabbath tot ABBA en van Iron Maiden tot Madonna.
Een van de bekendste leden van tributebands is Tim 'Ripper' Owens. Hij zong in een Judas Priest-tributeband voordat hij in 1996 als vervanger van Rob Halford in de echte band terechtkwam. Dit verhaal werd gebruikt als basis van de film Rock Star met Mark Wahlberg uit 2001.